# Williamsburg (Wirginia)
Williamsburg – miasto w Stanach Zjednoczonych, w stanie Wirginia, na półwyspie Wirginia, na terenie zwanym Hampton Roads, pomiędzy estuariami rzek: York i James. Według danych na rok 2000 miasto zamieszkuje 11 998 mieszkańców. Williamsburg znajduje się w centrum Historycznego Trójkąta Wirginii, które tworzy razem z Jamestown i Yorktown. Miasto jest znane ze skansenu historycznego (Colonial Williamsburg) przedstawiającego miasto z epoki kolonialnej oraz College of William and Mary – drugiej najstarszej szkoły wyższej w kolonialnej Ameryce.

## Geografia
Miasto znajduje się przy autostradzie międzystanowej I-64, na półwyspie Wirginia, około 70 km na południowy wschód od Richmond i 60 km od Norfolk. Williamsburg zlokalizowany jest w północno-zachodnim rogu aglomeracji Hampton Roads (oficjalnie znanego jako Virginia Beach-Norfolk-Newport News, VA-NC MSA), która z 1 567 370 mieszkańcami jest na 34. miejscu pod względem liczby ludności w USA. Teren ten obejmuje miasta takie jak Norfolk, Virginia Beach, Chesapeake, Hampton, Newport News, Portsmouth, Suffolk, Williamsburg oraz hrabstwa Gloucester, Isle of Wight, James City, Mathews, Surry, and York oraz należące do stanu Karolina Północna hrabstwo Currituck. Mimo iż Virginia Beach jest miastem o największej populacji, pełni w dzisiejszych czasach funkcję przedmieścia. Głównym centrum biznesowym jest Norfolk, a Virginia Beach i Williamsburg to centra turystyczne.

## Klimat
Klimat w Williamsburgu sprzyja całorocznej aktywności poza domem. Pogoda w Williamsburgu jest łagodna i sezonowa. Lata są gorące i wilgotne, z ciepłymi wieczorami. Czerwiec i lipiec obfitują w ulewy, natomiast w sierpniu i wrześniu miasto narażone jest na sztormy tropikalne nadchodzące z rejonów Florydy. Średnia temperatura roczna wynosi 15 °C, średni roczny opad śniegu to 15 cm śniegu i 120 cm deszczu. W roku 1999 nie odnotowano żadnego mierzalnego opadu śniegu. Najwilgotniejszymi porami są wiosna i lato, ale opad jest w miarę równomierny przez cały rok. Najwyższa zanotowana temperatura to 40 °C (26 lipca 1952 i 22 sierpnia 1983). Najniższa zanotowana temperatura to –21,6 °C (21 stycznia 1985).